# Нич, Герберт

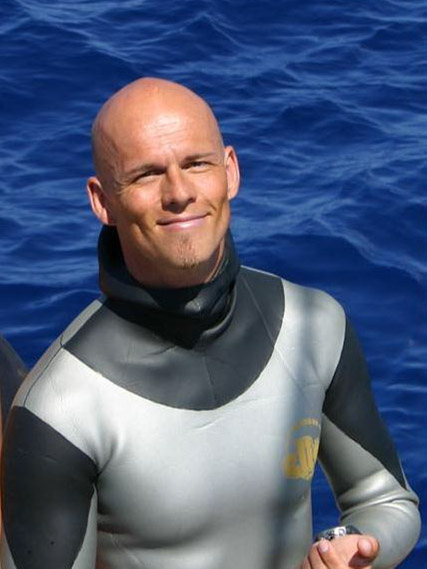
Herbert Nitsch, World Record Holder Freediver

Герберт Нич (Herbert Nitsch; 20 апреля 1970, Австрия) — австрийский свободный ныряльщик, владеющий мировыми достижениями во всех восьми дисциплинах, признаваемых AIDA International. В настоящий момент он является рекордсменом среди мужчин по количеству достижений (31), установленных в свободном нырянии и обладает званием «самый глубоководный человек на земле». Оно было присвоено ему после установления текущего мирового достижения в категории «без ограничений», где его достижение составляет 214 метров (примерно 702 фута). Число званий и достижений ставит его на одну ступень с ныне удалившимся на покой Умберто Пелиццари.

## Биография
Герберт является лётчиком авиакомпании Tyrolean Airways, занимаясь в свободное время свободным нырянием.

## Достижения
Мировое достижение в дисциплине Без ограничений (NL) был установлен в Спеце (Греция), где 14 июня 2007 была достигнута глубина 214 метров. Этим самым Герберт побил своё достижение в 183 метра, установленное годом ранее.
Также он являлся мировым рекордсменом в дисциплине Постоянный вес (CWT); первая попытка установить рекорд была сделана в 2006 году и Герберт достиг глубины 110 метров, но при всплытии нарушил правила и был дисквалифицирован. После этого он обратился к Маркусу Гретвуду (Marcus Greatwood), с тем чтобы он помог ему с подготовкой и выступил его учителем (до декабря 2007). В Хургаде (Египет) он повторил попытку в 2006 году и достиг 111 метров, что на два метра больше предыдущего мирового рекорда Гийома Нери.
Герберт упорно занимался в 2007 году и 14 июня на новой модели слэда сумел достичь глубины 214 метров (702 футов) в Спеце (Греция). Затем на чемпионате «Triple Depth» в Дахабе он установил достижение в дисциплине Постоянная масса без ласт (CNF), нырнув на 83 метра. После этого на мировом чемпионате, проходившем в Шарм-эш-Шейхе установил достижение в дисциплине Постоянный вес (CWT), нырнув на 112 метров. Он также победил на мировом первенстве в личном зачёте, проводимым AIDA International.
В соревнованиях школы свободных ныряльщиков «Vertical Blue», состоявшихся в Голубой дыре Дина (Багамы), он превзошёл достижение в дисциплине Свободное погружение (FIM), спустившись на 109 метров. В последний день состязаний он улучшил свои же показатели в дисциплине Постоянная масса (CWT), установленный несколькими днями ранее. Глубина погружения составила 120 метров. При этом, последние 40 метров подъёма он использовал только руки. Общее время погружения составило 3:58 минут.
6 июня 2012 года, на острове Санторини близ Тирасии Герберт Нич попытался установить новое мировое достижение в погружениях в дисциплине "без ограничений" — «Экстрим на 800 футов». Погружение до отметки двести сорок четыре метра прошло без технических сложностей. При подъёме cлэд должен был доставить спортсмена на определённую отметку, по достижении которой спортсмен продолжил бы самостоятельное всплытие, вплоть до уровня декомпрессии на глубине десяти метров. На глубине около ста метров ныряльщик получил азотную потерю сознания. Слэд продолжил всплытие и вышел с Гербертом на поверхность. После спуска на глубину десять метров и декомпрессии, Нич потерял сознание и к поверхности его доставили страхующие водолазы.
Попытка рекорда засчитана не была. Состояние спортсмена внушало опасение: получив целую серию микроинсультов, он был вынужден пройти длительный курс лечения и реабилитации.

## Установленные официально рекорды
| Дисциплина фридайвинга | Рекорд     | Дата       | Место                |
| ---------------------- | ---------- | ---------- | -------------------- |
| DNF                    | 131 м      | 27.01.2001 | Женева               |
| DYN                    | 170 м      | 24.02.2001 | Женева               |
| CWT                    | 72 м*      | 16.06.2001 | Милльштеттер-Зе      |
| CWT                    | 86 м       | 11.10.2001 | Ивиса                |
| DYN                    | 172 м      | 10.11.2001 | Берлин               |
| DNF                    | 134 м      | 24.11.2001 | Висбаден             |
| DYN                    | 181 м      | 2.02.2002  | Вена                 |
| FIM                    | 92 м       | 27.02.2002 | Австрия              |
| DYN                    | 183 м      | 16.11.2002 | Берлин               |
| FIM                    | 100 м      | 5.09.2003  | Милльштеттер-Зе      |
| CWT                    | 95 м       | 5.09.2003  | Милльштеттер-Зе      |
| CNF                    | 50 м       | 6.09.2003  | Милльштеттер-Зе      |
| CNF                    | 62 м       | 11.09.2004 | Спеце                |
| CNF                    | 66 м       | 12.09.2004 | Спеце                |
| NLT                    | 172 м      | 2.10.2005  | Жирье                |
| NLT                    | 183 м      | 28.08.2006 | Жирье                |
| CWT                    | 111 м      | 9.12.2006  | Хургада              |
| STA                    | 9:04 минут | 13.12.2006 | Хургада              |
| NLT                    | 185 м      | 13.06.2007 | Спеце                |
| NLT                    | 214 м      | 14.06.2007 | Спеце                |
| CNF                    | 83 м       | 21.10.2007 | Дахаб                |
| CWT                    | 112 м      | 1.11.2007  | Шарм-эш-Шейх         |
| CWT                    | 114 м      | 4.04.2009  | Long Island (Багамы) |
| FIM                    | 109 м      | 6.04.2009  | Long Island (Багамы) |
| CWT                    | 120 м      | 11.04.2009 | Long Island (Багамы) |
| VWT                    | 142 м      | 7.12.2009  | Long Island (Багамы) |
| FIM                    | 112 м      | 8.12.2009  | Long Island (Багамы) |
| CWT                    | 123 м      | 9.12.2009  | Long Island (Багамы) |
| FIM                    | 114 м      | 19.04.2010 | Long Island (Багамы) |
| CWT                    | 124 м      | 22.04.2010 | Long Island (Багамы) |
| FIM                    | 120 м      | 25.04.2010 | Long Island (Багамы) |

Достижение 72 м в дисциплине CWT приравнивается рекорду AIDA в озерах; после 31 декабря 2001 года AIDA International объединила в одну категорию погружения в озерах и морях.